# تپه قلعه قلندرون
تپه قلعه قلندرون مربوط به سدهٔ ۵و۸ ه.ق است و در شهرستان شازند، بخش زالیان، روستای نهرمیان واقع شده و این اثر در تاریخ ۱۰ دی ۱۳۸۱ با شمارهٔ ثبت ۶۹۶۱ به‌عنوان یکی از آثار ملی ایران به ثبت رسیده است.
طی کاوش‌های اخیر در این تپه تاریخی، آثاری به دست آمد که مشخص شد قدمت آن به حدود دو هزار و ۵۰۰ سال قبل و دوران هخامنشی می‌رسد.
آثار کشف شده مربوط به دوره هخامنشیان در این تپه تاریخی شامل دیوارهای خشتی بوده و پلان و طرح بنا، سنگ‌ها و ستون‌های اکتشاف شده متعلق به دوران هخامنشی است. تاکنون در منطقه زاگرس جز مناطقی در استان فارس، تپه‌ای با این میزان قدمت اکتشاف نشده است.
شواهد نشان می‌دهد که این تپه سه دوره تاریخی را طی کرده، ساخت و ساز اولیه مربوط به دوره هخامنشی بوده، سپس در دوره سلجوقیان ساخت و سازهایی بر روی همان بنای هخامنشی صورت گرفته و در نهایت دوره سوم ساخت و ساز در این تپه تاریخی به زمان قاجار بازمی‌گردد.
در کاوش از این تپه تاریخی ظروفی نیز به دست آمده که قدمت آن مربوط به دو هزار و ۵۰۰ سال قبل و دوره هخامنشی است.